# أول أ. ستانغ
أول أ. ستانغ هو شخصية أعمال نرويجي، ولد في 24 فبراير 1872، وتوفي في 14 يوليو 1955.